# Parc Nacional de Nairobi
Parc Nacional de Nairobi és un dels parcs nacionals de Kenya. Establert el 1946, va ser el primer de Kenya. Situat a uns 7 quilòmetres al sud del centre de Nairobi, capital de Kenya, amb una tanca electrificada que separa la fauna del parc de la metròpoli. Des del parc es poden veure els gratacels de Nairobi. La proximitat d'entorns urbans i naturals ha causat conflictes entre els animals i les persones locals i amenaça les rutes de migració dels animals.
Tot i així, malgrat la seva proximitat a la civilització i la petita grandària relativa per un parc nacional d'Àfrica,el Parc Nacional de Nairobi té una població nombrosa i variada fauna. La migració dels herbívors es reuneixen al parc durant l'estació seca, i és un més reeixits santuaris del rinoceront a Kenya.

## Història
Els primers colons van arribar a la zona on es troba el parc al segle xix. En aquest moment, les planes d'Athi est i sud del que avui és Nairobi tenia una abundant vida silvestre. Els nòmades Maasai va viure i pasturar el seu bestiar entre la vida silvestre. Els Kikuyus conreaven les terres altes boscoses per sobre de Nairobi. A mesura que va créixer Nairobi ja tenia 14.000 habitants cap a 1910 els conflictes entre els éssers humans i els animals augmentaren. Els residents a la ciutat portaven armes de foc a la nit per protegir-se contra els lleons. La gent es queixaven que les girafes i les zebres quan caminaven feien malbé els seus jardins de flors. Els animals van ser confinats gradualment a les àmplies planes situades a l'oest i al sud de Nairobi, i el govern colonial situada a un costat aquesta àrea com una reserva de caça. Els colons de Nairobi, incloent Isak Dinesen, autor de Memòries d'Àfrica, muntaven a cavall entre gaseles, impales i zebres en aquesta reserva.
El conservacionista Mervyn Cowie va néixer a Nairobi, on hi va retornar després d'una absència de nou anys el 1932. Aquest es va alarmar en veure que la quantitat d'animals de caça a les planes Athi havia disminuït. L'expansió d'explotacions agrícoles i ramaderes havien pres l'espai de la reserva. Més tard va recordar aquest lloc com un paradís que estava desapareixent ràpidament. En aquest moment, l'àrea que més tard es convertirà en el Parc Nacional de Nairobi va ser part de la Reserva de caça del sud. La caça no estava permesa a la reserva, però se li va permetre gairebé totes les altres activitats, incloent-hi el pasturatge de bestiar, l'abocament, i fins i tot bombardejos de la Royal Air Force. Cowie va començar a fer campanya per a l'establiment d'un sistema de parcs nacionals a Kenya. El govern va formar un comitè per examinar la qüestió.
Inaugurat el 1946, Parc Nacional de Nairobi va ser el primer parc nacional establert a Kenya. Els pastors massai van ser retirats de les seves terres quan es va crear el parc.Cowie va ser nomenat com a director del Parc Nacional de Nairobi i es va mantenir aquesta posició fins a 1966. El 1989, el president kenyà Daniel Arap Moi va cremar 12 tones d'ivori en un lloc dins el parc. Aquest esdeveniment va millorar la imatge conservació i protecció de la fauna de Kenya.

## Geografia
El parc amb una superfície de 117,21 km² és petit en comparació amb la majoria dels parcs nacionals d'Àfrica. L'altitud del parc oscil·la entre els 1.533 metres i els 1.760 metres i compta amb un clima sec. El parc és l'única part protegida de l'ecosistema Athi-Kapiti, que constitueix menys del 10% d'aquest ecosistema i compta amb una gran diversitat d'hàbitats i espècies.
El parc està situat a uns 7 km del centre de Nairobi. hi ha tanques elèctriques al voltant dels límits del nord, est i oest del parc. Al sud està format pel riu Mbagathi. Aquest límit no està voltada i està obert a l'Àrea de Conservació Kitengela (que es troba immediatament al sud del parc) i les planes Athi-Kapiti. Hi ha un considerable moviment de grans espècies d'ungulats través d'aquesta frontera.
La tanca que separa el parc de la ciutat va paral·lel a una carretera que va de l'Aeroport Internacional Jomo Kenyatta a la ciutat, aquest és un fet que molts kenyans n'estan orgullosos, aquest parc és l'únic parc de safari natural que té de fons un paisatge de ciutat que es pot veure des de gairebé qualsevol part del parc.

## Flora
L'ambient predominant del parc són les praderies obertes amb arbustos dispersos d'acàcies. Les terres altes orientals del parc tenen altiplans de bosc sec amb l'Olea africana, Croton dichogamous, Brachylaena hutchinsii, i Calodendrum. Als pendents d'aquests altiplans hi ha terres de pastures amb espècies de themeda, xiprers, Digitaria, i Cynodon es troben en aquestes zones. Hi ha també està dispersa xanthophloea-groc escorça d'Acacia. Hi ha un bosc de ribera al llarg del riu permanent al sud del parc. Hi ha zones d'arbust trencat i profundes valls i trencades rocoses dins el parc. L'espècie a les valls són predominantment Acàcia i Euphorbia canelobre. Altres espècies d'arbres inclouen Apodytes dimidiata, schimperiana canthium, buchananii Elaeodendron, eriocarpa Ficus, mossambicensis Aspilia, Rhus natalensis i espècies Newtonia. Diverses plantes que creixen en els vessants rocoses són exclusius de la zona de Nairobi. Aquestes espècies inclouen brevitorta Euphorbia, calcarata Drimia i clarkeana Murdannia

## Fauna

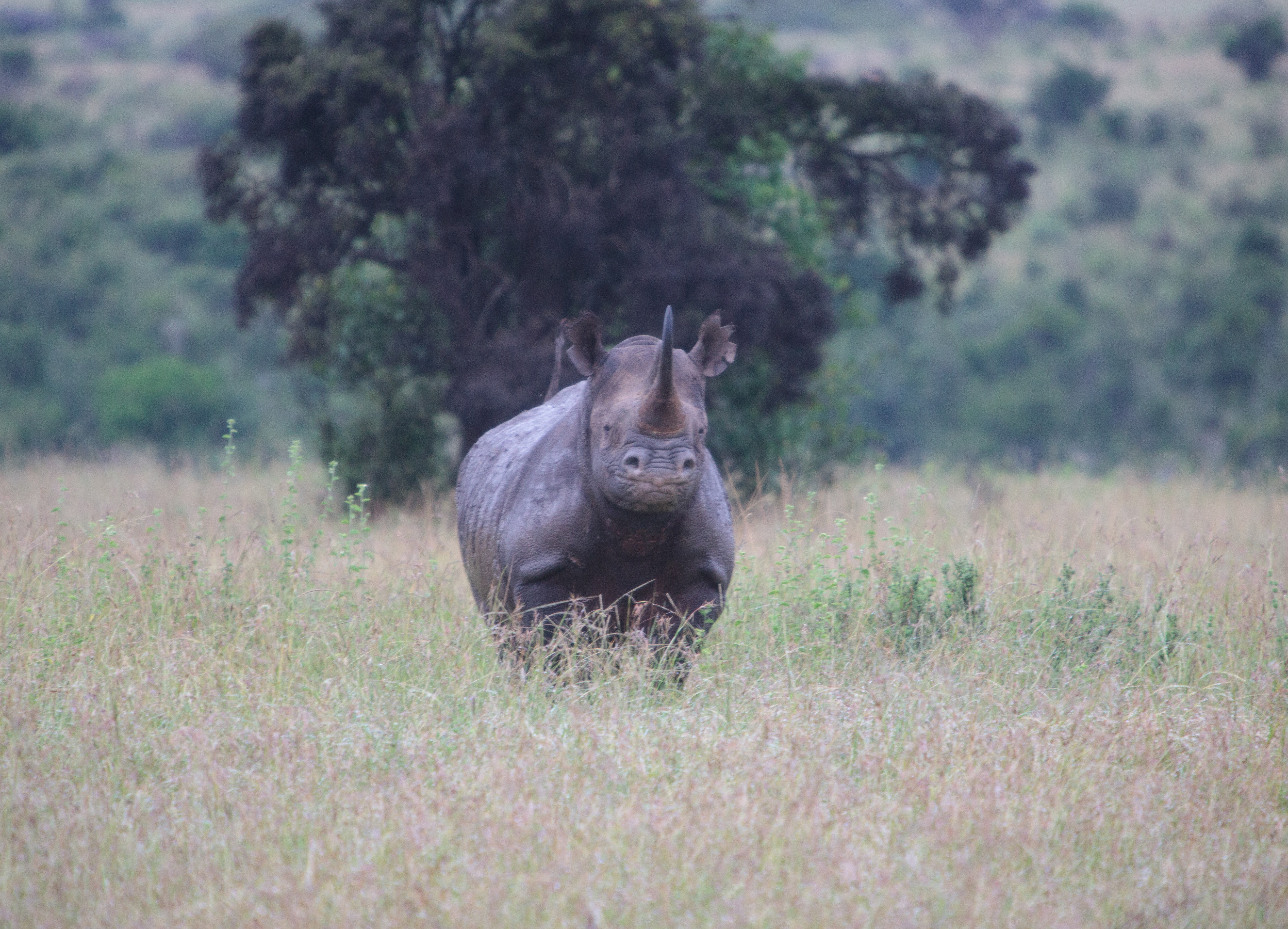
Rinoceront al Parc

El parc té una població gran i diversa de fauna. Les espècies que es poden trobar al parc inclouen els búfals africans,el Papió, rinoceront negre de l'est, la Zebra comuna,el guepard de Tanzània, el Congoni, gaseles de Grant, l'hipopòtam, el lleopard africà,el lleó massai, gaseles de Thomson, elands, impala, girafes del Massai, estruç, voltor i antílops aquàtics.

## Conservació
Mervyn Cowie va supervisar el desenvolupament de diversos dels parcs Nacionals de Kenya i els va dissenyar pensant amb els visitants humans al cap. Aquest èmfasi va ajudar a la indústria primària del turisme de Kenya. No obstant això, es van veure agreujats els problemes entre la població humana i la vida silvestre. Els agricultors que vivien a prop dels parcs no els reportaven ingressos l'establiment de parcs. La població autòctona rebia molt poc benefici dels animals. El bestiar es veu amenaçat pels lleons, i alguns propietaris pensen que la vida silvestre de Kenya no és bo per a ells. El 1948, 188.976 persones vivien a Nairobi, i al 1997 la població de la ciutat havia crescut a 1,5 milions.